# Ютландія

Історичні регіони Ютландії:
о. Північна Ютландія (Данія) є історичною частиною Ютландії, хоча вона була відокремлена від неї під час повені у 1825
Північна Ютландія (Данія)
Північний Шлезвіг (Данія)
Південний Шлезвіг (Німеччина)
Гольштейн (Німеччина)

Ютла́ндія (дан. Jylland [ˈjyˌlænˀ], Jyske Halvø або Cimbriske Halvø; нім. Jütland, Kimbrische Halbinsel або Jütische Halbinsel; за правописом 1928 року — Ютля́ндія) — півострів на півночі Європи. На заході омивається Північним морем, на півночі — протокою Скагеррак, на сході — протокою Каттегат і Балтійським морем. Північну та центральну частину півострова (більше двох третин території) займає Данія (її західна, материкова частина), південну — Німеччина (Шлезвіг-Гольштейн).

## Географія

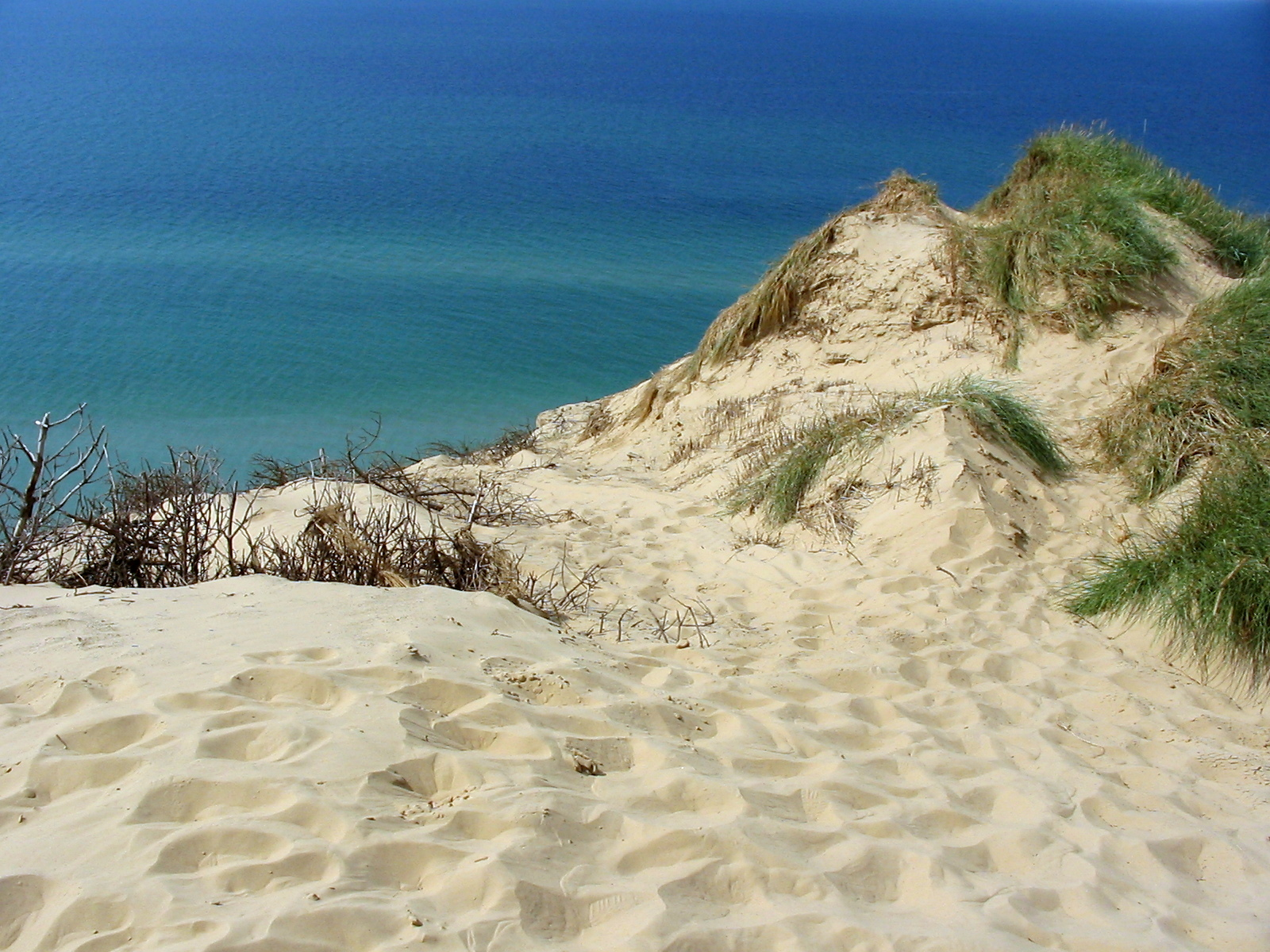
Дюни на узбережжі Ютландії

Рельєф півострова плаский, з пагорбами, рівнини і торф'яні болота на заході і більш піднесена, злегка горбиста рівнина на сході країни. Вздовж західного узбережжя простяглися вати, марші і піщані дюни, за якими розташовані лагуни.
Данська частина має площу 29 775 км², населення 2 528 129 (2008). Густина населення становить 84 особи/км².
Північна частина Ютландії відокремлена Лім-фіордом від материка, проте до цього часу зазвичай вважається частиною півострова. Вендсюссель-Ти (о. Північна Ютландія) став островом після повені 1825 року.
Острови Лесе, Ангольт і Самсе в Каттегаті і Альс адміністративно й історично пов'язані з Ютландією.
Данські острови Ватового моря і Північно-Фризькі острови розтягнути вздовж південно-західної частини узбережжя Ютландії в Німецькій бухті.
Клімат помірний, морський. Середня температура січня близько 0 °C, липня — 15—16 °C. Опадів 600—800 мм на рік.
Найбільші річки півострова: Гудено (149 км), Айдер (120 км), Сторо (104 км), Скерн-О (94 км). Численні озера переважно проточні та невеликі за розмірами.
У політичному плані Ютландія включає три сучасні адміністративні регіони Данії: Північну Ютландію, Центральну Ютландію і Південну Данію, а також частину німецької землі Шлезвіг-Гольштейн.

### Данська частина Ютландії

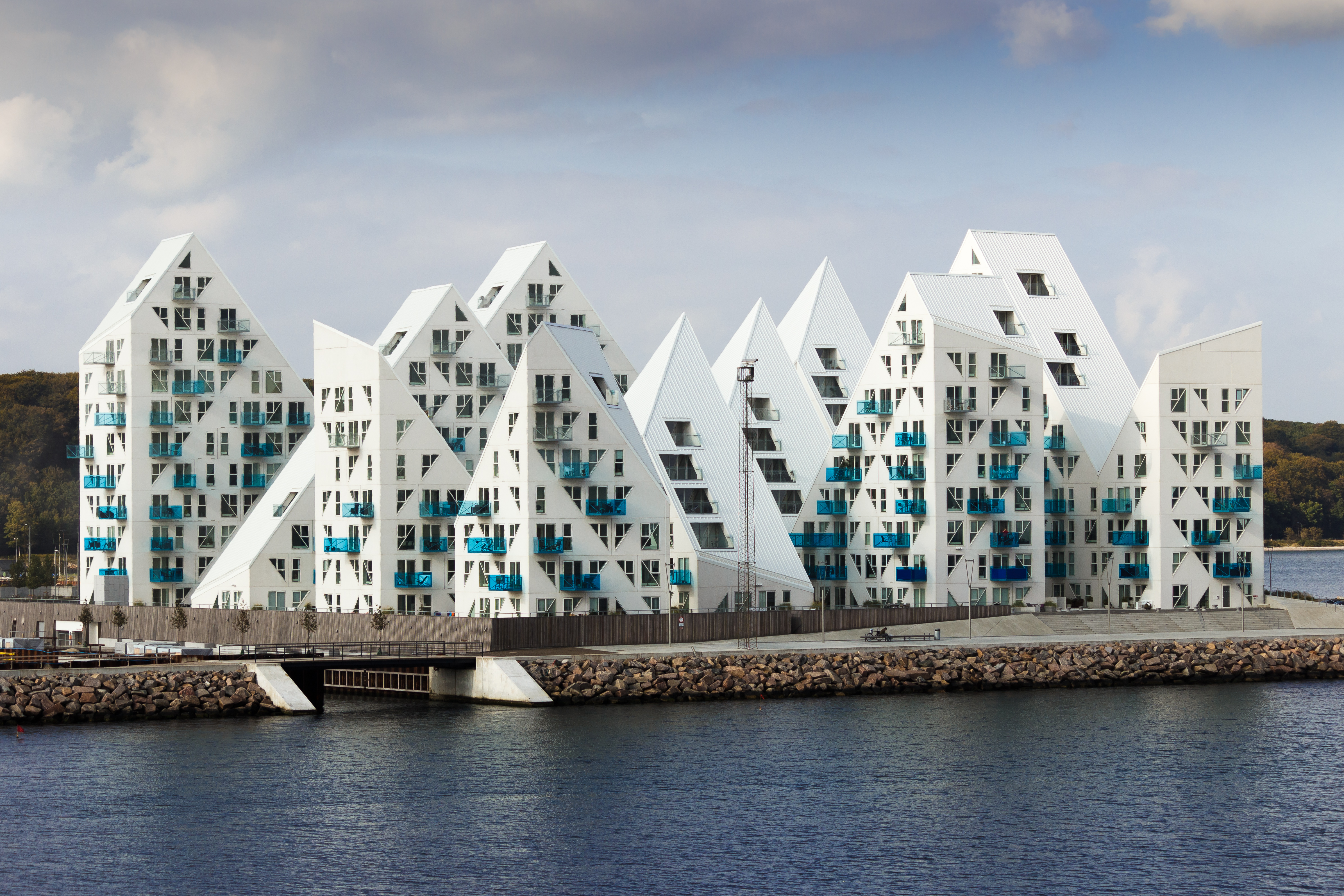
Данське місто Орхус на східному узбережжі Ютландії

Найвища точка Ютландії та всієї Данії — пагорб Мьоллегьой (170,86 м над рівнем моря) в Центральній Ютландії, до 2005 року найвищою точкою вважався пагорб Ідінг-Сковгой (170,77 м).
Найбільші міста:
- Оргус
- Ольборг
- Есб'єрг
- Раннерс
- Кольдинг
- Вайле
- Горсенс
- Гернінг
- Сількеборг
- Фредерісія

Орхус, Сількеборг, Біллунн, Раннерс, Кольдинг, Хорсенс, Вайле, Фредерісія і Гадерслев разом з низкою невеликих міст складають міську агломерацію Східна Ютландія.
Головний порт — Орхус.

### Німецька частина Ютландії

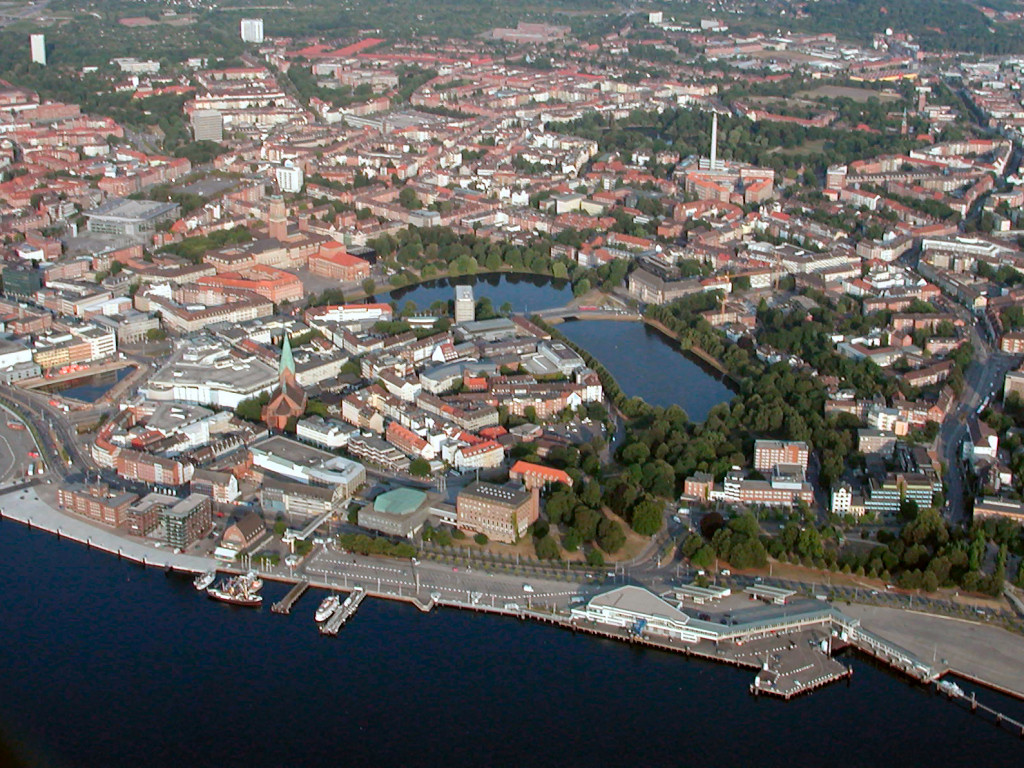
Кіль — найбільше місто німецької частини півострова Ютландія

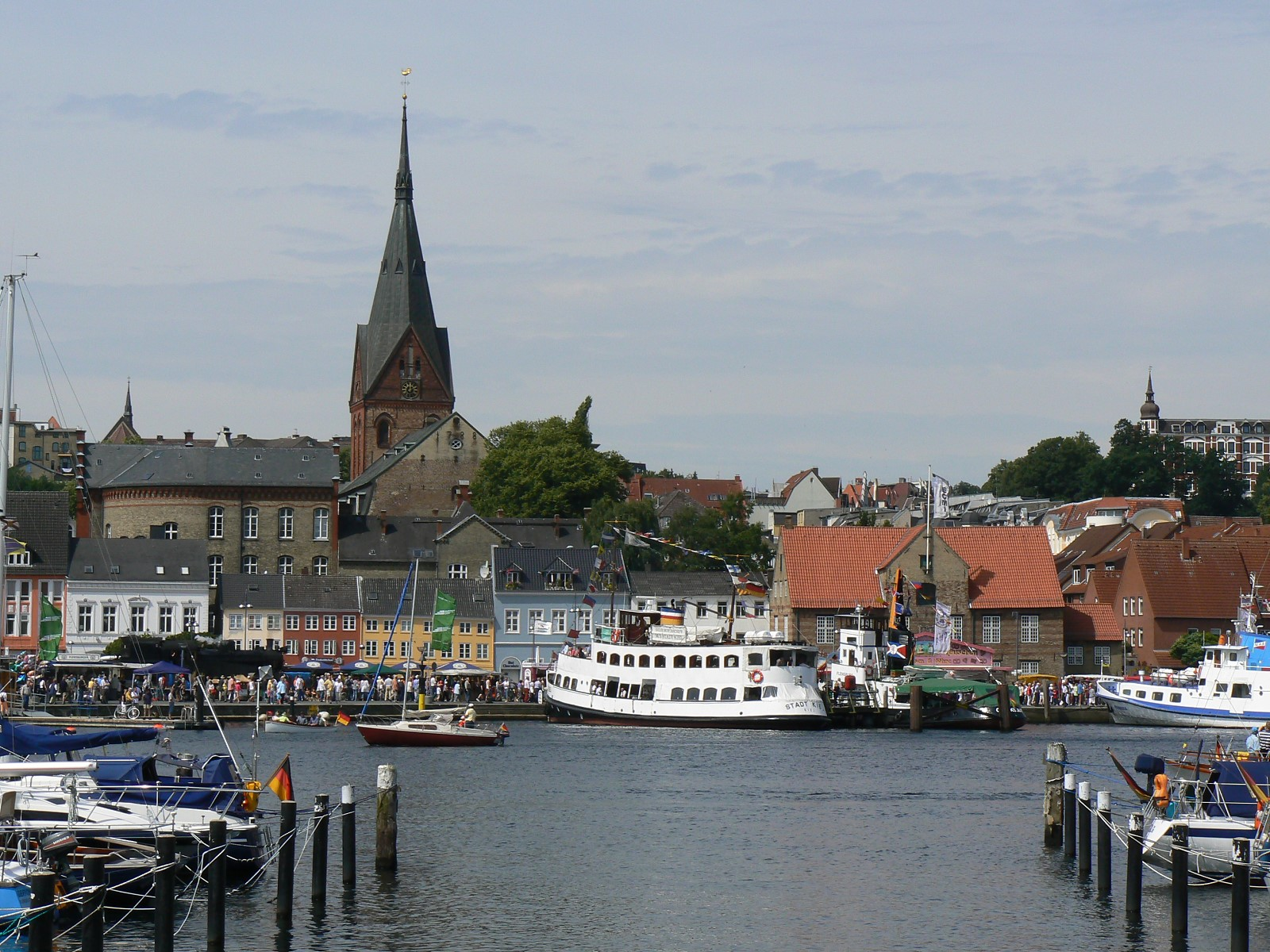
У Фленсбурзі зосереджена найбільша данська громада в Німеччині.

Південна третина півострова Ютландія є німецькою федеральною землею Шлезвіг-Гольштейн. Вона складається з двох колишніх герцогств Шлезвіг і Гольштейн, які переходили від данських до німецьких правителів і назад кілька разів. Остання зміна датсько-німецького кордону відбулася в 1920 році, коли до Данії відійшла територія Північного Шлезвігу (нині Південна Данія).
Найбільші міста:
- Кіль
- Фленсбург
- Ноймюнстер

## Айдер-канал та Кільський канал
Для скорочення шляху з Балтійського в Північне море в південній частині Ютландского півострова в 1777—1784 роках був побудований Айдер-канал, який з'єднав річку Айдер (стара назва Ейдер), що впадає в Північне море, з Балтійським морем.
У 1887—1895 роках був побудований сучасніший і глибоководний Кільський канал довжиною 98 км, який скоротив шлях суден більш ніж на 500 км.

## Геологія
Півострів складений переважно вапняками і глинами, перекритими льодовиковими і водно-льодовиковими відкладеннями (переважно моренами). Під час максимального поширення льодовикового покриву вся поверхня Ютландії була скута кригою, під час же останнього льодовикового періоду західна частина Ютландії була вільна від льоду.
Геологічно регіони Центральна Ютландія і Північна Ютландія, а також столичний регіон, розташований на півночі Данії, піднімаються внаслідок гляціоізостазії.

## Історія
Ютландія історично була однією з трьох земель Данії, дві інші — Сконе і Зеландія. До цього, згідно з Птолемеєм, Ютландія або Cimbric Chersonese була домівкою тевтонів, кімврів і харудесів.
Англи, сакси, юти і фризи рушили з Ютландії до Великої Британії починаючи з 450 року.
Данці зробили значні зусилля, щоб захистити себе від християнських франкських імператорів, створивши Даневірке — вали в Південній Ютландії розташовані на найкоротшій відстані від Північного до Балтійського моря.
Карл I Великий витиснув саксів-поганців із найпівденнішої частини півострова, у Балтійське море — пізніше Гольштейнська область — яку заселили бодричі, які вже значною мірою прийняли християнство.

## Ютландська битва
Під час Першої світової війни морська битва в Північному морі західніше Ютландії була однією з найбільших морських битв в історії. У цій битві британський Королівський флот бився з німецьким Імперським флотом, що призвело до важких втрат з обох сторін. Британський флот втратив більше кораблів і зазнав більших втрат в особовому складі, але зберіг контроль над Північним морем, тому в стратегічному плані більшість істориків вважають Ютландську битву перемогою Британії, або битвою без переможця.